# Tauta
Tauta (с литовского — нация) — газета на литовском языке, издававшаяся Партией национального прогресса в Каунасе (Литва) с 19 ноября 1919 года по 5 ноября 1920 года. Она представляла собой четырёхстраничную (иногда двухстраничную) газету, выходившую один или два раза в неделю. Всего было напечатано 65 её выпусков.
Издание было основано и учреждено Витаутасом Пятрулисом, который также был редактором первых его девяти номеров, вышедших в 1919 году. В 1920 году редакционную работу взяла на себя комиссия, в которую входил Людас Норейка. С марта 1920 года или 12-го номера редактором газеты был священник Юозас Тумас, которому Антанас Сметона предложил переехать из Вильнюса в Каунас. Тумас и Сметона ранее работали вместе в газете Viltis («Надежда»), где формировали первые постулаты идеологии Партии национального прогресса, а затем и Литовского националистического союза.
В Tauta публиковались статьи на политические, культурные, экономические, социальные и подобные им темы. Среди её авторов были Йонас Пранас Алекса, София Чюрлёнене-Кимантайте, Йонас Яблонскис, Мартинас Ичас, Пятрас Климас, Винцас Креве, Пранас Машётас, Стасис Шилингас, Юозас Тубялис и Аугустинас Вольдемарас.
В апреле 1921 года Tauta сменила газета Lietuvos balsas («Голос Литвы»), выходившая под редакцией Антанаса Сметоны. Связано это было с тем, что он был очень критически настроен по отношению к правительству, и издания одно за другим закрывались исходя из цензурных соображений. Пользуясь же лазейками в законе, Сметона и его сторонники раз за разом учреждали новые издания, незначительно меняя их названия. Таким образом, Lietuvos balsas превратился в Lietuvių balsas («Голос литовцев», ноябрь — декабрь 1921), который потом стал Tautos balsas («Голос нации»), Tėvynės balsas («Голос отечества») и, в конечном итоге, Krašto balsas («Голос края», октябрь 1922 — июнь 1923). В сентябре 1923 года ненадолго была возрождена довоенная газета Vairas («Руль»).